# Phyllastrephus terrestris
Phyllastrephus terrestris là một loài chim trong họ Pycnonotidae.